# Bodorová
Bodorová é um município da Eslováquia, situado no distrito de Turčianske Teplice, na região de Žilina. Tem 5,11 km² de área e sua população em 2018 foi estimada em 234 habitantes.

## Demografia
| Ano:        | 1994 | 2004    | 2014   | 2024   |
| ----------- | ---- | ------- | ------ | ------ |
| Broj ljudi: | 211  | 261     | 243    | 240    |
| Razlika:    |      | +23,69% | -6,89% | -1,23% |

| Ano:               | 2023 | 2024   |
| ------------------ | ---- | ------ |
| Número de pessoas: | 235  | 240    |
| Diferença:         |      | +2,12% |